# Сінгапур на літніх Олімпійських іграх 1996
На XXVI літніх Олімпійських іграх, що проходили в Атланті у 1996 році, Сінгапур був представлений 14 спортсменами (9 чоловіками та 5 жінками) у шести видах спорту — плавання, стрільба, вітрильний спорт, бадмінтон, легка атлетика та настільний теніс. Прапороносцем на церемоніях відкриття та закриття Олімпійських ігор був стрілець Лі Вун Яо.
Сінгапур водинадцяте взяв участь у літніх Олімпійських іграх. Країна не завоювала жодної медалі.

## Бадмінтон
|                    | Дисципліна       | Спортсмен      | Раунд 1                    | Раунд 2                  | Раунд 3            | Чвертьфінал        | Півфінал           | Фінал              | Фінал |
| Суперник Результат | Дисципліна       | Спортсмен      | Суперник Результат         | Суперник Результат       | Суперник Результат | Суперник Результат | Суперник Результат | Місце              |       |
| ------------------ | ---------------- | -------------- | -------------------------- | ------------------------ | ------------------ | ------------------ | ------------------ | ------------------ | ----- |
| Жінки              | одиночний розряд | Заріна Абдулла | Олена Ноздрань (UKR) W 2–0 | Келлі Морган (GBR) L 1–2 | завершила змагання | завершила змагання | завершила змагання | завершила змагання | 17    |

## Вітрильний спорт
| Спортсмен              | Клас           | Заплив | Заплив | Заплив | Заплив | Заплив | Заплив | Заплив | Заплив | Заплив | Заплив | Заплив | Сума балів | Місце |
| Спортсмен              | Клас           | 1      | 2      | 3      | 4      | 5      | 6      | 7      | 8      | 9      | 10     | 11     | Сума балів | Місце |
| ---------------------- | -------------- | ------ | ------ | ------ | ------ | ------ | ------ | ------ | ------ | ------ | ------ | ------ | ---------- | ----- |
| Трейсі Тан             | клас Європа    | 26     | 27     | 27     | 18     | 26     | 22     | 27     | 27     | 25     | 27     | 26     | 224        | 27    |
| Бен Тан                | клас Лазер     | 41     | PMS    | 34     | 24     | 27     | 35     | 38     | 37     | 39     | 31     | 19     | 284        | 36    |
| Чарльз Лім Сію Шау Гер | 470 (чоловіки) | PMS    | 35     | 32     | 33     | 28     | 31     | 32     | 27     | 28     | 30     | 31     | 276        | 35    |

## Легка атлетика
|          | Спортсмен        | Дисципліна       | Раунд        | Результат          | Загальне місце |
| -------- | ---------------- | ---------------- | ------------ | ------------------ | -------------- |
| Жінки    | Івонн Денсон Тан | марафон          |              | 2:39:18            | 38             |
| Чоловіки | Вон Єо Тон       | стрибки у висоту | кваліфікація | три невдалі спроби | —              |

## Настільний теніс
| Спортсмен      | Дисципліна      | Груповий раунд         | Груповий раунд      | Груповий раунд         | Груповий раунд | 1/16                | Чвертьфінал        | Півфінал           | Фінал              | Фінал |
| Спортсмен      | Дисципліна      | Суперник Результат     | Суперник Результат  | Суперник Результат     | Місце у групі  | Суперник Результат  | Суперник Результат | Суперник Результат | Суперник Результат | Місце |
| -------------- | --------------- | ---------------------- | ------------------- | ---------------------- | -------------- | ------------------- | ------------------ | ------------------ | ------------------ | ----- |
| Цзін Цзюнь Гон | одиночні, жінки | Петра Када (CAN) W 2–0 | Су Цзін (TPE) W 2–0 | Кім Хян Мі (PRK) W 2–1 | 1              | Кяо Гон (CHN) L 0–3 | не пройшла         | не пройшла         | не пройшла         | 9     |

## Плавання
|          | Спортсмен                                       | Дисципліна                    | Раунд              | Час     | Місце у запливі | Загальне місце | Прим.      |
| -------- | ----------------------------------------------- | ----------------------------- | ------------------ | ------- | --------------- | -------------- | ---------- |
| Чоловіки | Дезмонд Ко                                      | 100 м брасом                  | Відбірковий заплив | 1:06.97 | 7               | 40             | не пройшов |
| Чоловіки | Дезмонд Ко                                      | 200 м комплексним плаванням   | Відбірковий заплив | 2:08.99 | 8               | 32             | не пройшов |
| Чоловіки | Дезмонд Ко                                      | 400 м комплексним плаванням   | Відбірковий заплив | 4:36.87 | 8               | 26             | не пройшов |
| Чоловіки | Джеральд Ко                                     | 100 м на спині                | Відбірковий заплив | 1:00.29 | 6               | 46             | не пройшов |
| Чоловіки | Джеральд Ко                                     | 200 м на спині                | Відбірковий заплив | 2:09.86 | 3               | 36             | не пройшов |
| Чоловіки | Джеральд Ко                                     | 200 м комплексним плаванням   | Відбірковий заплив | 2:11.76 | 8               | 34             | не пройшов |
| Чоловіки | Сін Цзю Вей                                     | 50 м вільним стилем           | Відбірковий заплив | 25.04   | 7               | 58             | не пройшов |
| Чоловіки | Сін Цзю Вей                                     | 100 м вільним стилем          | Відбірковий заплив | 53.50   | 7               | 57             | не пройшов |
| Чоловіки | Сін Цзю Вей                                     | 200 м вільним стилем          | Відбірковий заплив | 1:55.51 | 5               | 37             | не пройшов |
| Чоловіки | Сін Цзю Вей                                     | 400 м вільним стилем          | Відбірковий заплив | 4:12.24 | 7               | 33             | не пройшов |
| Чоловіки | Тум Пін Цінь                                    | 100 м батерфляєм              | Відбірковий заплив | 57.07   | 5               | 53             | не пройшов |
| Чоловіки | Тум Пін Цінь                                    | 200 м батерфляєм              | Відбірковий заплив | 2:07.00 | 8               | 41             | не пройшов |
| Чоловіки | Сін Цзю Вей Джеральд Ко Дезмонд Ко Тум Пін Цінь | 4x200 м вільним стилем        | Відбірковий заплив | 7:54.19 | 6               | 15             | не пройшли |
| Чоловіки | Джеральд Ко Дезмонд Ко Тум Пін Цінь Сін Цзю Вей | 4x100 м комплексним плаванням | Відбірковий заплив | 7:54.19 | 8               | 23             | не пройшли |
| Жінки    | Джосцелін Єо                                    | 50 м вільним стилем           | Відбірковий заплив | 27.51   | 7               | 44             | не пройшла |
| Жінки    | Джосцелін Єо                                    | 100 м вільним стилем          | Відбірковий заплив | 58.87   | 8               | 41             | не пройшла |
| Жінки    | Джосцелін Єо                                    | 200 м вільним стилем          | Відбірковий заплив | 2:08.10 | 8               | 39             | не пройшла |
| Жінки    | Джосцелін Єо                                    | 100 м брасом                  | Відбірковий заплив | 1:14.90 | 8               | 40             | не пройшла |
| Жінки    | Джосцелін Єо                                    | 100 м батерфляєм              | Відбірковий заплив | 1:02.71 | 8               | 24             | не пройшла |
| Жінки    | Джосцелін Єо                                    | 200 м комплексним плаванням   | Відбірковий заплив | 2:21.76 | 8               | 32             | не пройшла |

## Стрільба
| Спортсмен | Дисципліна | Кваліфікація | Кваліфікація | Півфінал          | Півфінал          | Фінал             | Фінал             |
| Спортсмен | Дисципліна | Бали         | Місце        | Бали              | Місце             | Бали              | Місце             |
| --------- | ---------- | ------------ | ------------ | ----------------- | ----------------- | ----------------- | ----------------- |
| Лі Вун Єо | трап       | 119          | 20           | завершив змагання | завершив змагання | завершив змагання | завершив змагання |